# Перевал Легіонів
Перева́л Легіо́нів (пол. Przełęcz Legionów; до 1914 року — Великі Рогодзе) — перевал в Українських Карпатах. Лежить на межі Надвірнянського (Івано-Франківська область) та Тячівського (Закарпатська область) районів.

## Географія

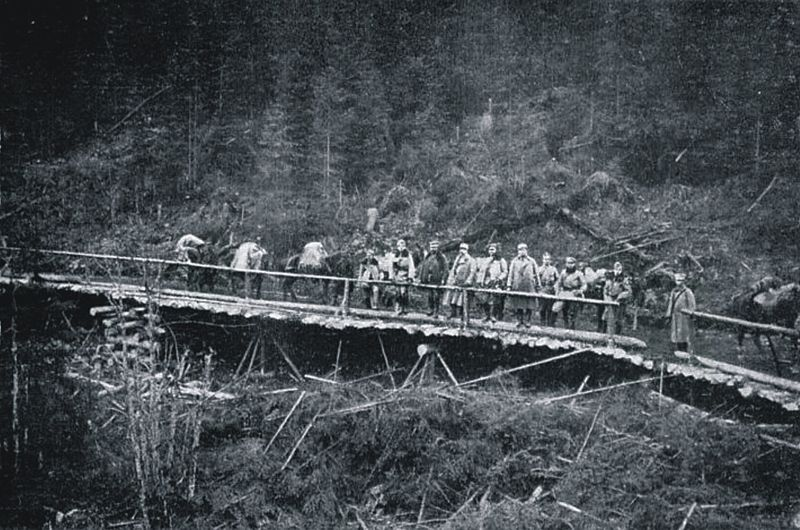
Міст на дорозі Легіонів (сучасний закарпатський бік)

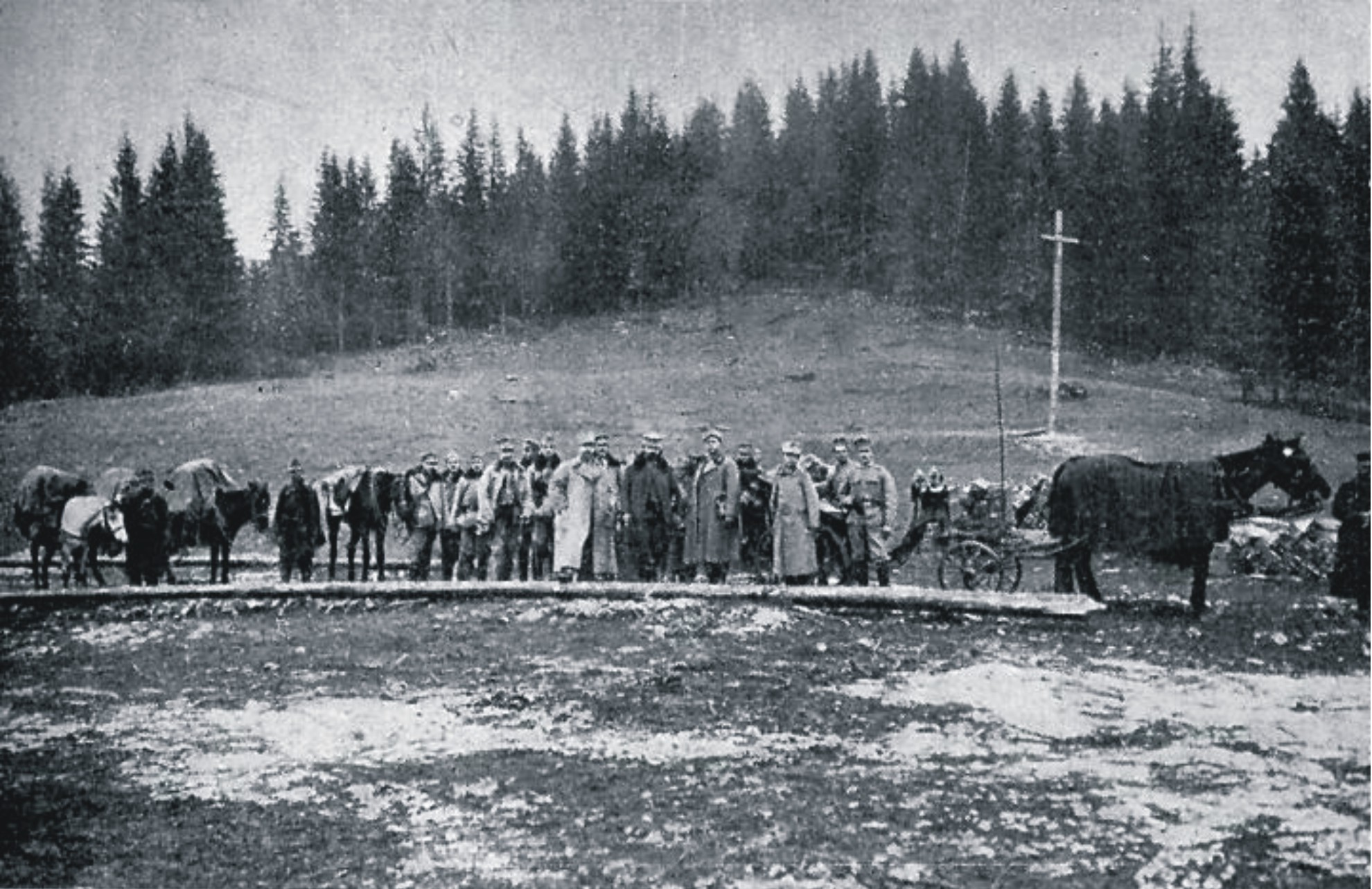
Легіонери на перевалі, 1914 рік

Нині дорога через перевал для транспорту важкопрохідна, можливий проїзд для гужового транспорту або автомобілів підвищеної прохідності. Взимку перевал непроїзний.
Висота перевалу — 1110 м над р. м. Розташований у гірському масиві Горгани, між горою (на півночі) Тавпиширкою (1503 м) і горою (на півдні) Пантир (1225 м).
Найближчі населені пункти: село Бистриця (Надвірнянський район) і село Лопухів (Тячівський район).

## Історія
У листопаді 1914 року через перевал була прокладена дорога. Зробив це 3-й піхотний полк легіонерів (польського війська у складі австро-угорської армії). Дорога була потрібна для швидшого переходу військ на східний театр воєнних дій Першої світової війни. Після прокладання траси перевал отримав назву «Перевал Легіонерів». Неподалік від перевалу (на Закарпатському боці) розташований цвинтар легіонерів.